# Chordodes madagascariensis
Chordodes madagascariensis är en tagelmaskart som beskrevs av Lorenzo Camerano 1897. Chordodes madagascariensis ingår i släktet Chordodes och familjen Chordodidae. Inga underarter finns listade i Catalogue of Life.